# 大古誠司
大古 誠司（おおこ せいじ、1948年2月15日 - ）は、日本の元バレーボール選手（元全日本代表）。元バレーボール全日本男子監督。
現在は、沖縄県バレーボール協会スーパーアドバイザー。中山農場顧問。日本大学鶴ヶ丘高等学校、東芝学園卒業。
神奈川県川崎市出身。甥に元プロサッカー選手の水内猛がいる。

## 来歴
- 1966年、日本大学鶴ヶ丘高等学校卒業。
- 1967年、東芝学園卒業後、日本鋼管に入社。1973年、サントリーへ移籍。
- 現役時代は全日本のアタッカーとして活躍し、「世界の大砲」と呼ばれた。森田淳悟、横田忠義とともに全日本ビッグスリーとも称された。3大会連続でオリンピックに出場し、1968年メキシコ五輪銀メダル、1972年ミュンヘン五輪金メダル、1976年モントリオール五輪4位という結果を残した。
- 現役引退後は、サントリーの監督に就任。1991年、全日本男子監督に就任。1992年バルセロナ五輪ではチームを6位入賞へと導いた。2002年、釜山アジア大会の日本代表の監督として活躍した。
- 2004年、日本人としては1998年の松平康隆、2000年の大松博文、白井貴子、2003年の森田淳悟に次いで5人目のバレーボール殿堂入りを果たした。2007年、Vリーグ40回大会記念特別表彰においてVリーグ栄誉賞を受賞。
- 2010年10月31日にサンデーモーニングのコーナー「御意見番スポーツ」でレギュラーだった元日本ハムファイターズ監督大沢啓二が死去したため、ゲストとして出演した[1]。

## 球歴
- 全日本代表としての主な国際大会出場歴
  - オリンピック - 1968年、1972年、1976年
  - 世界選手権 - 1970年、1974年
  - ワールドカップ - 1969年

## 受賞歴
- 1967年 - 第1回日本リーグ 敢闘賞、ベスト6
- 1968年 - 第2回日本リーグ 最高殊勲選手賞、ベスト6
- 1969年 - 第3回日本リーグ ベスト6
- 1970年 - 第4回日本リーグ スパイク賞、ベスト6
- 1971年 - 第5回日本リーグ ベスト6
- 1972年 - 第6回日本リーグ 最高殊勲選手賞、ベスト6
- 1975年 - 第9回日本リーグ ブロック賞、ベスト6
- 1976年 - 第10回日本リーグ ブロック賞、ベスト6